# Eliseu Padilha
Eliseu Lemos Padilha, GCMD • GCMTGV • GOMM, (Canela, 23 de dezembro de 1945 – Porto Alegre, 13 de março de 2023);  foi um advogado e político brasileiro filiado ao MDB. Foi Ministro-chefe da Casa Civil do Brasil, sendo considerado peça-chave na articulação política do governo de Michel Temer.
De 1997 a 2001, no governo de Fernando Henrique Cardoso, foi o Ministro dos Transportes e, em 2015, no segundo governo de Dilma Rousseff, foi o Ministro-chefe da Secretaria de Aviação Civil da Presidência da República.

## Carreira política
Entrou no mundo da política através de grêmios estudantis, passando em seguida a acompanhar Pedro Simon, a quem escolheu como paraninfo de sua turma de Contabilidade, em 1966. Simon depois lhe deu o cargo de secretário-executivo do PMDB em Canela. Mudou-se para Tramandaí, ingressando no ramo da construção civil, em parceria com o empresário Affonso Penna Khury, tornando-se um dos maiores incorporadores imobiliários do litoral norte gaúcho.
Formado em direito pela Universidade do Vale do Rio dos Sinos (Unisinos), foi prefeito de Tramandaí de 1989 a 1992. Foi deputado federal de 1995 a 2011, tendo atuado na aprovação da emenda da reeleição. Em 2007, sucedeu o então ministro-chefe da Secretaria-Geral da Presidência da República, Moreira Franco, na presidência da Fundação Ulysses Guimarães, cargo que ocupou até janeiro de 2015. Nas eleições de 2010, ficou como primeiro suplente e retornou ao cargo em 2013, com a nomeação do deputado Mendes Ribeiro Filho para o Ministério da Agricultura. Permaneceu no cargo até janeiro de 2015. Ocupou o Ministério  dos Transportes no governo Fernando Henrique Cardoso, de 1997 a 2001. Nessa época, estabeleceu uma relação profunda com o então presidente da Câmara, Michel Temer. Em 1998, como ministro, foi admitido por FHC à Ordem do Mérito Militar no grau de Grande-Oficial especial.

## Secretaria de Aviação Civil
Em dezembro de 2014 foi anunciado oficialmente Ministro-chefe da Secretaria de Aviação Civil da Presidência da República para o segundo mandato do Governo Dilma Rousseff.
Em 1 de dezembro de 2015, protocolou seu pedido de demissão, em atitude rara na história da República. A saída do ministro ocorreu um dia antes do presidente da Câmara dos Deputados Eduardo Cunha ter acatado o pedido de impeachment da presidente Dilma Rousseff. Padilha alegou "razões pessoais" em seu pedido. Algumas fontes na mídia afirmaram, contudo, que o motivo seria o fato de ter sido negada a sua indicação de um técnico concursado para uma diretoria da ANAC, devido a uma articulação política do partido do governo.

## Governo Temer

### Ministro-chefe da Casa Civil
Foi nomeado ministro da Casa Civil no Governo Michel Temer. Padilha assumiu o cargo em contexto da crise econômica de 2014 que, segundo Padilha, era a pior da história do Brasil. Durante sua estadia frente à Casa Civil, Padilha defendeu reformas propostas pelo governo Temer, como a PEC do Teto dos Gastos Públicos e a reforma da Previdência, que o governo não conseguiu aprovar.

### Ministro do Trabalho
Foi nomeado interinamente ministro do Trabalho em 5 de julho de 2018, cargo que ocupou até o dia 9 de julho, sendo sucedido por Caio Luiz de Almeida Vieira de Mello. Ele acumulou as funções de ministro da Casa Civil e de ministro do trabalho durante esse breve período.

## Controvérsias

### Operação Lava Jato
Em setembro de 2016, Padilha foi acusado pelo ex-advogado-Geral da União, Fábio Medina Osório, demitido, de querer abafar a Operação Lava Jato, o que negou. Mesmo assim, senadores protocolaram uma representação na Procuradoria-Geral da República contra ele e a advogada-geral, Grace Maria Fernandes Mendonça, para apurar o caso.
Em dezembro de 2016, em acordo de delação premiada, Cláudio Melo Filho, ex-vice-presidente de Relações Institucionais da Odebrecht (atual Novonor), citou, durante a Operação Lava Jato, 45 vezes o ministro. Segundo o delator, o próprio presidente Michel Temer incumbiu Padilha de operacionalizar pagamentos de campanha. O ministro, diz o ex-executivo, cuidou da distribuição de 4 milhões de reais do total de 10 milhões de reais solicitados por Temer à empreiteira. Na delação, Cláudio Melo Filho afirmou: "Foi ele [Padilha] o representante escolhido por Michel Temer –fato que demonstrava a confiança entre os dois–, que recebeu e endereçou os pagamentos realizados a pretexto de campanha solicitadas por Michel Temer. Este fato deixa claro seu peso político, principalmente quando observado pela ótica do valor do pagamento realizado, na ordem de R$ 4 milhões". Ao se referir ao ministro Padilha, Melo Filho afirmou que o hoje ministro "atua como verdadeiro preposto de Michel Temer e deixa claro que muitas vezes fala em seu nome", e que ele "concentra as arrecadações financeiras desse núcleo político do PMDB para posteriores repasses internos". Padilha nega qualquer irregularidade na relação com a empreiteira.

### Denunciado pela Procuradoria-Geral da República
Em 15 março de 2017, após a homologação de diversas delações premiadas, a Procuradoria Geral da República denunciou diversos políticos por envolvimento em corrupção, entre eles Eliseu Padilha.  A repercussão de tal denuncia criou um cenário difícil para o governo. O então procurador-geral da República, Rodrigo Janot, pediu a retirada do sigilo da documentação que havia sido entregue nesta terça ao Supremo Tribunal Federal, sob o argumento de que é necessário promover transparência e atender ao interesse público, o pedido foi acolhido. Documentos liberados pelo STF citam Padilha como suposto responsável pela distribuição de R$ 4 milhões repassados pela Odebrecht à campanha de Temer. Em delação premiada, o ex-assessor de Michel Temer, José Yunes, disse foi orientado por Padilha a receber "documentos" em seu escritório e que, no mesmo dia acertado por ele, o lobista Lúcio Funaro foi ao local e lhe entregou um pacote. Além disto, em gravação, Padilha diz que aceitou o nome de Ricardo Barros como ministro da Saúde em troca de apoio do Partido Progressista nas votações do Congresso Nacional.

### Venda de bois piratas
José Padilha possui 5 fazendas que estão dentro do território do Parque Estadual Serra Ricardo Franco. A Fazenda Cachoeira desmatou 755 hectares e as fazendas Paredão I e II desmataram 4.123 hectares. Já a Fazenda Palmital e o Sítio Minas Gerais não foram apurados. As fazendas ficaram conhecidas após venda de gado pirata para a JBS em 2014, que ia contra a TAC da Carne, assinada pela empresa em 2010. O governo tentou blindá-lo, mas teve seus bens embargados em 2016. Boa parte do desmatamento aconteceu logo após a criação do parque, em 1994.

## Saúde e morte
Faleceu aos 77 anos em 13 de março de 2023, no Hospital Moinhos de Vento em Porto Alegre. O político fazia tratamento de um câncer de estômago desde 2018. Desde 2017, Eliseu Padilha apresentava alguns problemas de saúde. Na ocasião, ele tirou uma licença de saúde para tratar um problema de obstrução urinária, que depois o levou a passar por uma cirurgia de próstata. Em 2019, Padilha sofreu uma hemorragia cerebral superficial, um tipo mais brando de AVC. 